# Конвекция
Конвекция (на латински: convectio – пренасяне) е процес, чрез който получената от земната повърхност топлина се предава в атмосферата. Този процес не може да се осъществи при твърдите тела, тъй като в тях няма нито големи течения, нито значителна дифузия.

## Атмосферна конвекция
Атмосферната конвекция е процес, при който определено количество въздух се пренася вертикално от една височина на друга. По-топлият и с по-малка плътност от обкръжаващата го среда въздух се премества нагоре, а по-хладният и по-плътен студен въздух слиза надолу. При слабо развита конвекция процесът е безпорядъчен и има турбулентен характер. При силно развита конвекция над определени участъци от земната повърхност възникват възходящи и низходящи движения на въздуха, проникващи в атмосферата понякога чак до стратосферата (т.н. проникваща конвекция). Вертикалната скорост на възходящите движения обичайно е от порядъка на няколко m/s, но може и да превишава 20 – 30 m/s. С проникващата конвекция най-често е свързано образуването на купестите и купесто-дъжждовните (гръмотевични) облаци.
Развитието на атмосферната конвекция зависи от разпределението на температурата на атмосферата във височина. Възходящият въздух се изкачва нагоре до тогава, докато неговата температура остава по-висока от температурата на обкръжаващата го среда. Низходящият въздух, от своя страна, се спуска надолу, докато е по студен от обкръжаващият го въздух. Издигащият се във височина топъл въздух, вследствие на своето разширяване се охлажда с 1°С на всеки 100 m височина, докато в него не започне кондензация на водните пари (т.н. суходиабатен градиент), а след началото на кондензацията (образуването на облаци) започва отделяне на скрита топлина – на различна височина и с по няколко десетки от градуса на всеки 100 m във височина (т.н. влажнодиабатен градиент). Поради това за поддържането на атмосферната конвекция е необходимо, вертикалният градиент на температурата в атмосферата да е по-голям от суходиабатния градиент до нивото, на което започва кондензация, и, по-голям от влажнодиабатния градиент над това ниво, т.е атмосферата е длъжна да притежава необходимата стратификация. Такива условия се създават през лятото във въздуха над силно нагрятата сушева повърхност и по всяко време на годината, когато въздухът се движи от по-хладна към по-топла повърхност. Слоевете с малък вертикален температурен градиент, особено с температурни инверсии, се явяват задържащи за развитието на атмосферната конвекция.

## Движение на флуидите
Движението на флуидите бива послойно (ламинарно) и вихрово (турбулентно). При послойното движение частиците на флуида се движат успоредно една спрямо друга в една посока, а при вихровото движение се движат хаотично. Преминаването от ламинарно към турбулентно движение става при критична стойност, зависеща от скоростта, температурата и вида на флуида.

## Механизми на конвекция
При естествена (свободна) конвекция обемите на флуида, които се намират до повърхността на нагрятото тяло се загряват, разширяват, олекват и придвижват, като мястото им се заема от по-студени слоеве.
При изкуствената (принудителна) конвекция скоростта на движение на флуида се определя от обдухвател или нагнетител и пренесеното количество зависи от вида, скоростта на движение и температурата на флуида.
Конвекцията е един от основните модели за пренасяне на топлина и трансфер на маса. Конвекционното топлопренасяне и преносът на маса се осъществяват чрез дифузия – случайно Брауново движение на индивидуални частици във флуида – и чрез адвекция, при която материя или топлина се транспортира чрез много повече движение като течения във флуида. В контекста на топлопренасянето и пренасянето на маса, терминът „конвекция“ се използва за сумата от адвективен и дифузионен трансфер.
Обичайната употреба на термина конвекция се отнася специфично до топлопренасянето, за разлика от конвекцията като цяло.